# Canelita
Jonathan Vera Granja (spanskt uttal: [ˈɟʝonatam ˈbeɾa ˈɣɾaŋxa]), känd under artistnamnet Canelita, född 31 juli 1989 i Algeciras i Andalusien i Spanien, är en spansk flamencosångare.

## Karriär
Canelita upptäcktes av den spanske sångaren och gitarristen Manzanita i samband med inspelningen av albumet Homenaje al Chino. Han har jämförts med Paco de Lucía, som också kom från Algeciras, då båda uppträdde i liknande miljöer i sina ungdomsår.
Canelita debuterade tidigt med låtar som Vivo Errante (2004) och Canelita por mi calle (2005). År 2010 släppte han albumet Vuelvo, som blandar traditionella flamencoballader med popmusik. Han är särskilt känd för sina fandangor och bulería, men han framför även rumbor och tangor.
År 2019 släppte han singeln Intentaré Olvidarte tillsammans med Moncho Chavea. I mars 2020 grundade han sitt eget skivbolag, Canelita Music S.L.